# 黑腹刺頸龜
黑腹刺頸龜（學名：Acanthochelys spixii）是刺頸龜屬下的一種龜，發現於阿根廷、巴西、烏拉圭，可能還包括巴拉圭。